# Konzert für Oboe und Orchester (Yano)
Das Konzert für Oboe und Orchester von Marco Aurelio Yano ist ein Solokonzert für Oboe in Begleitung eines großen Symphonieorchester mit Schlagzeug und Synthesizer. Das Werk ist dem brasilianischen Oboisten Alex Klein gewidmet und blieb 1991 unvollendet, da Yano an einem Tumor verstarb. Edmundo Villani Cortes vollendete es.

## Entstehungsgeschichte
Marco Aurelio Yano und Alex Klein lernten sich in der Universidade Estadual Paulista (UNESP) kennen, und 1988 bat Klein ihn, ein Oboenkonzert zu schreiben. Es sollte ein groß angelegtes Werk werden, mit einer Länge von mindestens 30 Minuten. Es sollte für großes Orchester mit etwas 'konzertantem' Stil geschrieben sein, das auch einen großen Teil der Themen und deren Entwicklung übernehmen sollte. Das Heimatland des Komponisten, Brasilien, sollte in den Motiven und Themen des Werkes sowie in der Rhythmik und Harmonik zur Geltung kommen. Zusätzlich sollte es die Möglichkeiten der Oboe in jeder ihrer Facetten ausnutzen, und das nicht nur technisch, improvisatorisch und in modernen Spieltechniken, sondern auch in ihren musikalischen Fähigkeiten und ihren lyrischen Eigenschaften.
Yano gelang es, ein Werk zu schaffen, das in all diesen Aspekten neue Maßstäbe setzte, und daher nur für wenige Oboisten überhaupt spielbar ist. 1991 vollendete Yano das Manuskript für alle drei Sätze, und begann, an der Orchestrierung zu arbeiten, starb jedoch an einem Tumor, noch bevor er die Orchestrierung des zweiten Satzes beendet hatte. Sein damaliger Kompositionslehrer, Edmundo Villani Cortes, vollendete das Werk.
Da es nicht wie ursprünglich geplant zu einem abschließenden Treffen zwischen Klein und Yano kam, bearbeitete Klein den Oboenpart, um ihn den Eigenschaften der Oboe anzupassen.

## Das Werk
Das Werk ist für großes Symphonieorchester geschrieben, mit Ergänzung durch einen Synthesizer und vergrößertes Schlagzeugensemble. Eine Aufführung des Werkes braucht ca. 37 Minuten.
Satzfolge:
1. (In Memoriam)
2. Seresta
3. Frevo

### 1. (In Memoriam)
Eine genaue Untersuchung der Motive sowie die Umstände seiner Entstehung weisen darauf hin, dass der erste Satz eine Programmmusik, fast schon eine Symphonische Dichtung ist. Die Satzstruktur folgt chronologisch dem Leben des Komponisten, seiner Entwicklung, Krisen und dem frühzeitigen Tod. Das Hauptmotiv, das unzählige Male durch das Stück hindurch wiederholt wird, ist der Name des Komponisten, wie er auf Portugiesisch ausgesprochen wird.

Der Satz dauert etwa 10 Minuten. Sein Grundcharakter deutet intensives Leid und harte Anstrengung an. Details wie die intensiven Kopfschmerzen, an denen er litt, sowie Übelkeit und Angst scheinen deutlich durch die Orchestrierung hindurch, wie auch die Stimme des Großvaters, der seinen Namen ruft, in den Motiven von Tuba und Kontrabass im langsamen Mittelteil: Yano hatte seiner Mutter von einem Traum erzählt, in dem sein Großvater immer wieder seinen Namen rief.
Ganz unerwartet hält die Oboe einen hohen Ton, und das Orchester verschwindet allmählich. Die 45 Sekunden lang gehaltene Note am Ende des Satzes symbolisiert die flache Linie auf einem Elektrokardiogramm (EKG), unter der das Orchester ein bis dahin ungehörtes Thema aus zwei Tönen spielt: B und As. Dieses Motiv aus zwei Noten, das im Augenblick seines Todes erscheint, könnte seinen Spitznamen Quinho auf Portugiesisch symbolisieren, wie er dreimal gerufen wird, jedes Mal leiser. Yano hinterließ keine Satzbezeichnung, und Alex Klein benannte den ersten Satz in Anbetracht der Analyse 'In Memoriam'.

### 2. Seresta
Die weiteren Sätze weisen starke Einflüsse der brasilianischen Musik auf. Seresta ist ein traditionelles, elegisches Lied. Yano fügte die Kadenz am Anfang erst später hinzu und schuf so eine Überleitung von dem schweren ersten Satz zu diesem hoffnungsvollen zweiten. Die Harmonien des Seresta basieren auf brasilianischer Volksmusik. Die fast schon wagnerianische Länge des Satzes (er dauert etwa 12 Minuten) löst eine intensive Stimmung aus, die sich im ganzen Satz nicht ändert.

### 3. Frevo
Der Frevo ist ein Tanz aus den nordöstlichen Staaten Brasiliens. Normalerweise im 4/4-Takt, mit einer stark betonten Zählzeit am Ende des Taktes, bildet der Frevo den Schlussteil und das Finale für das Konzert. Yano bedient sich stellenweise eines 7/8-Takts und schafft somit ein Off-Beat-Gefühl mit interessanten rhythmischen Verschiebungen. Im Mittelteil wird der schnelle Satz durch eine langsame Sequenz unterbrochen, die durch ein aus der Ferne kommendes Hornsolo eingeleitet wird, auf das Oboe und Streicher folgen. Danach folgt ein weiterer schneller Teil, in dem der Frevo den Solisten durch Paganini-artige Variationen zu einer Coda führt. Der Solist spielt eine eindrucksvolle Kadenz, auf die eine letzte Einlage des Orchesters führt, in der das Thema des Mittelteils triumphal wiederholt wird, bevor das Konzert stimmungsvoll-virtuos endet. Dieser Satz dauert etwa 15 Minuten.